# Spoorlijn Hamar - Trondheim
De spoorlijn Hamar - Trondheim, ook wel Rørosbanen genoemd, is een Noorse spoorlijn tussen de stad Hamar gelegen in de provincie Innlandet en de plaats Trondheim gelegen in de provincie Trøndelag.

## Geschiedenis
Het traject werd door Norges Statsbaner (NSB) met een spoorwijdte van 1067 mm op 13 oktober 1877 geopend. Het traject sloot aan op de volgende lijnen:
- Meråkerbanen
- Dovrebanen
- Solørbanen

Tussen 1917 en 1941 werd deze spoorwijdte in fases veranderd in 1435 mm normaalspoor.

### Ongeval

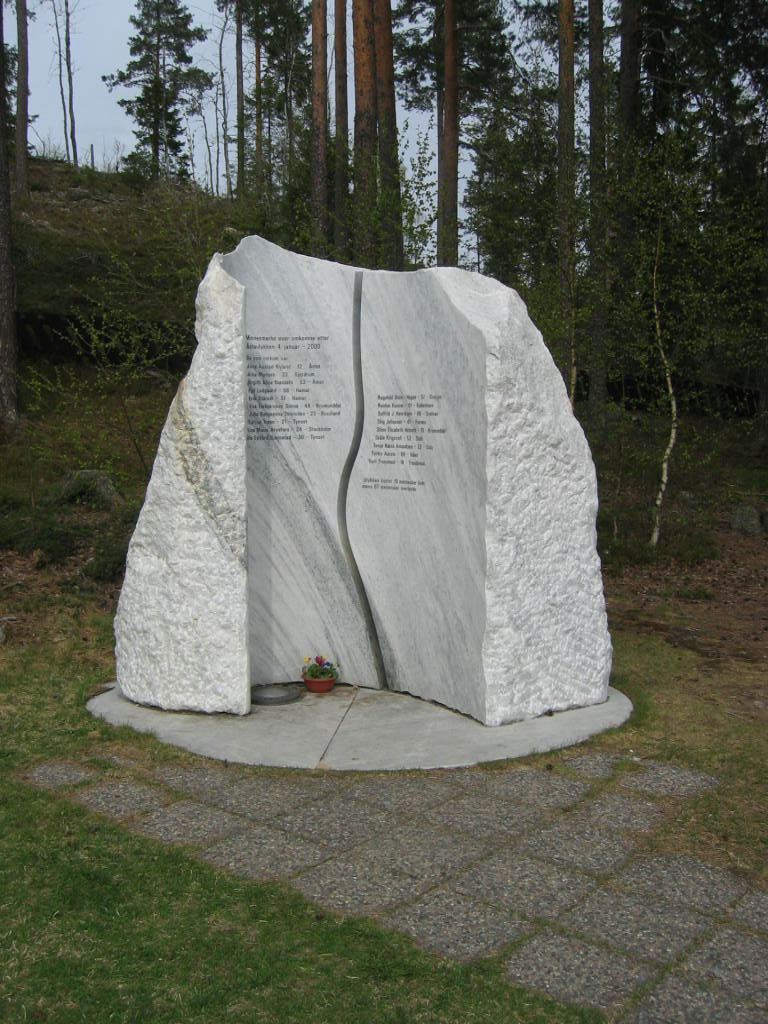
Gedenkteken bij Åsta

Op 4 januari 2000 vond bij Åsta aan de Rørosbanen omstreeks 13.20 uur een frontale botsing plaats tussen trein 2369 (Hamar - Rena) bestaande uit treinstel BM 92.14 - BSF 92.84 en trein 2302 (Trontheim - Hamar) bestaande uit een getrokken trein met locomotief Di 3.625. Bij dit ongeval kwamen 19 mensen om het leven. Op 15 februari 2000 werd het treinverkeer op dit traject hervat.

## Treindiensten
De Norges Statsbaner verzorgt het personenvervoer op dit traject met NSB Regiontog/RB-treinen.
De treindienst wordt onder meer uitgevoerd met treinstellen van het type BM 92 en het type BM 93.
- RB 25: Oslo S - Hamar - Røros - Trondheim

## Aansluitingen
In de volgende plaatsen was of is er een aansluiting van de volgende spoorwegmaatschappijen:

### Hamar
- Dovrebanen, spoorlijn tussen Trondheim en Oslo S

### Støren
- Dovrebanen, spoorlijn tussen Trondheim en Oslo S

### Trondheim
- Meråkerbanen, spoorlijn tussen Trondheim en Storlien
- Nordlandsbanen, spoorlijn tussen Trondheim en Bodø